# Тростянецкий машиностроительный завод
Тростянецкий машиностроительный завод — предприятие в городе Тростянец Сумского района Сумской области Украины.

## История
В 1946 году в соответствии с четвёртым пятилетним планом восстановления и развития народного хозяйства СССР машиноремонтные мастерские восстановленного Пивненковского сахарного завода были выделены в отдельное предприятие — ремонтно-технические мастерские.
До конца пятилетки в 1950 году коллектив мастерских освоил производство тракторных лопат, центробежных насосов, центрифуг непрерывного действия, а также разработал собственные образцы техники (транспортёр «Ленинец» и мешалка «Русселя»). За создание тракторной лопаты главный инженер мастерских С. В. Литвинов был награждён Государственной премией СССР.
В середине 1950-х годов мастерские были реконструированы, расширены и преобразованы в машиностроительный завод.
По состоянию на начало 1967 года завод являлся высокомеханизированным предприятием, производившим 45 видов машин и механизмов (насосы, буртоукладчики, мановакуумфильтры, сатурационные установки, машины для калибровки семян и др.).
В 1970-е — 1980-е годы завод специализировался на производстве оборудования для сахарной промышленности.
В целом, в советское время машиностроительный завод входил в число ведущих предприятий города.
После провозглашения независимости Украины государственное предприятие было преобразовано в открытое акционерное общество.
В мае 1995 года Кабинет министров Украины утвердил решение о приватизации завода.
В дальнейшем, предприятие было реорганизовано в общество с ограниченной ответственностью.

## Современное состояние
Завод производит технологическое оборудование и запасные части к нему для предприятий сахарной, спиртовой, крахмало-паточной промышленности, а также энергетическое оборудование, металлоизделия и стройматериалы.